# Simulationsmodell

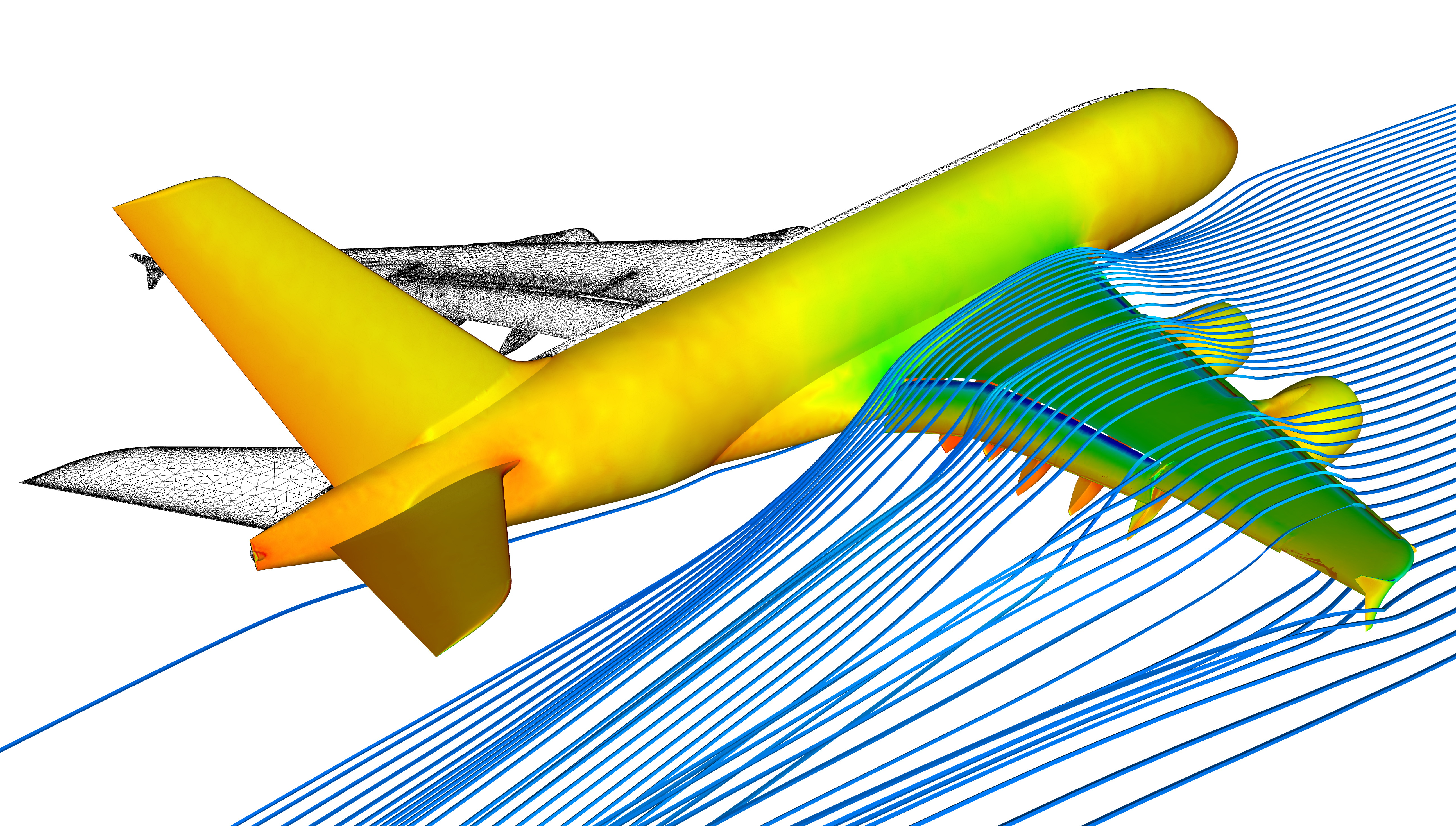
Das Bild zeigt das Ergebnis einer numerischen Strömungssimulation an einem Airbus A380. Am Rumpf ist die Druckverteilung während des Fluges zu erkennen, an der rechten Tragfläche die Verteilung der oberen Umströmung. Die linke Tragfläche zeigt ein so genanntes „Rechengitter“, das als Simulationsgrundlage dient.

Wiedergabe eines Simulationslaufs der Bahnbewegung eines Massenpunktes am Ende des frei beweglichen Pendelkurbelarms eines Doppelpendels. Nach Angelangen am Endzeitpunkt springt die Wiedergabe an den Anfangszeitpunkt zurück und der Simulationslauf wird erneut gezeigt (zyklische Wiederholung, verbunden zu einer Endlosschleife).

Ein Simulationsmodell ist ein spezielles Modell, dessen Gegenstand, Inhalt und Darstellung für Zwecke der Simulation konstruiert wird.

## Grundlegendes
Ein Simulationsmodell ist die mathematische Darstellung wesentlicher Charakteristiken eines realen Systems oder eines realen Prozesses, welches bzw. welcher zur Vorausberechnung zukünftigen Verhaltens unter einer Vielzahl unterschiedlicher Bedingungen genutzt werden kann. Zum Entwicklungsprozess eines Simulationsmodells gehört das Definieren des zu analysierenden Prozesses oder des zu analysierenden Systems, die Identifizierung der zugehörigen Variablen und eine möglichst exakte Beschreibung ihrer Beziehungen untereinander.
Bei einer Simulation werden, wie üblich, nur diejenigen Merkmale des Systems oder Prozesses modelliert, die für eine konkret zu lösende Fragestellung gerade von Bedeutung sind. Andere Merkmale hingegen, die für die Fragestellung von minderer Bedeutung sind, werden dabei vernachlässigt.
Beispiel „Mechanische Kennwerte von Dummypuppen“: So kann beispielsweise ein Crashtestdummy als eine „Physisnachbildung“ des menschlichen Körpers angesehen werden. Bei einem solchen Dummy wird das Augenmerk auf bestimmte anatomische Merkmale gelegt, während andere Merkmale des menschlichen Körpers, wie beispielsweise der Stoffwechsel, nicht in der Nachbildung modelliert werden. Die Modellierung sorgt dafür, dass der Stoffwechsel des Menschen in Aufprallsimulationen und ebenso in Crashtests vernachlässigt wird. Hauptsächlich die mechanischen Kennwerte der Dummypuppen interessieren die Automobilentwickler bei Aufprallsimulationen von Automodell-Neuentwicklungen im Vorfeld und im Nachgang von Crashtests, welche die Neuentwicklungen unter Aufsicht kontrollierender Prüforganisationen zu absolvieren haben. Nur die mechanischen Kennwerte der Dummypuppen, also numerische Daten zusammen mit ihren physikalischen Einheiten, fließen in das Aufprallsimulationsmodell ein. Als physische Gebilde können Dummypuppen mechanische Kennwerte liefern, die denen von Menschen ähneln. Zugleich stärken sie das menschliche Vorstellungsvermögen davon, was Umsetzung von modellspezifischer Reduktion der Realität in die Realität hinein bedeutet.
Simulationsmodelle werden überwiegend mit der Unterstützung von Rechnern realisiert.

## Unterscheidung der Simulationsmodellarten

### Zweck
Unterscheidet man Simulationsmodelle nach ihrem Zweck, so meist nach deskriptiven und pragmatisch-normativen Simulationsmodellen:
- Deskriptive Simulationsmodelle dienen dem Studium des Verhaltens von Systemen, also der Beschreibung, Erklärung oder Prognose.[5] Meist ist hierbei das Verhalten einzelner Teilsysteme bekannt, ihr Zusammenwirken jedoch unbekannt.[5]
- In pragmatisch-normativen Simulationsmodellen wird die Simulation als Werkzeug der Planung zur Entscheidungsunterstützung verwendet.[6] Hierbei spielt insbesondere eine zufriedenstellende Fixierung von Entscheidungsvariablen eine Rolle.[6]

### Determiniertheit
Unterscheidet man Simulationsmodelle nach ihrer Determiniertheit, so meist nach
- stochastischen Simulationsmodellen (Modell wird von „zufälligen“ Parametern bestimmt)[7][8] und
- deterministischen Simulationsmodellen (Eingabedaten bereits eindeutig festgelegt).[9]

### Synchronität
Unterscheidet man Simulationsmodelle nach ihrer Synchronität, so erfolgt die Unterscheidung meist unter Zuhilfenahme von
- ereignisgesteuerten Modellen (formale Abbildung von Ereignissen, Funktionen und Zustandsänderungen sowie die Inanspruchnahme von Ressourcen innerhalb eines Prozesses)[10] und
- zeitgesteuerten Modellen (formale Abbildung von Elementen, die Bewegungsgrößen beeinflussen, die Bestandsgrößen im Ablauf der Zeit fortschreiben).[11]

In diesem Zusammenhang sind ereignisgesteuerte Modelle asynchron, zeitgesteuerte Modelle dagegen synchron in Bezug auf die Variable Zeit.

### Modellrealisierung
Simulationsmodelle werden entweder als Kontinuierliches Modell (kontinuierlicher Zeitverlauf), Diskretes Modell (diskreter Wertebereich, sprungweise Simulation von Ereignissen) oder als Hybrides Modell realisiert. Mit „kontinuierlichen Modellen“ sind hier Modelle gemeint, welche, mathematisch gesehen, so formuliert worden sind, dass kontinuierliche Beschreibungsverläufe über die Variable Zeit entstehen, die Modelle also keinerlei Diskretisierung unterworfen werden. „Diskreten Modellen“ wird dagegen, mathematisch betrachtet, eine Zeitdiskretisierung zugrunde gelegt. In „hybriden Modellen“ wird der Versuch unternommen, kontinuierliche und diskrete Modelle übergreifend zusammenzubringen, miteinander zu koppeln und das gekoppelte Gesamtmodell gezielt zu beeinflussen.

## Phasen der Modellbildung
Die Vorgehensweise bei der Modellbildung ist folgende:
1. Problemstellung
2. Systemstudie
3. Wortmodell
4. mathematisches Modell[14]
5. Rechenmodell[15]
6. Modellvalidierung[16]

## Sich an die Modellbildung anschließende Schritte, Simulationsexperimente
Mit Hilfe eines Simulationsmodells wird es möglich, die Computersimulation durchzuführen. Dazu wird das modellierte Systemverhalten mittels entsprechender Algorithmen und das mathematische Modell mit Hilfe geeigneter Datenstrukturen rechnerintern in Form von Computerprogramm-Quellcode nachgebildet. Dieser Quellcode wird in einem vorbereitenden Arbeitsschritt compiliert, gelinkt und einem Debugging unterzogen und als Modulkomponente über Makefiles und Skripte in die übrige Softwarestruktur eingebunden, sodass daraus ein lauffähiges Programm bzw. ein lauffähiges Softwaremodul wird.
Allgemein dient die Simulation der Durchführung von Beobachtung des Modellverhaltens über eine gegebene Zeit. Ein Simulationsexperiment beinhaltet in der Regel die wiederholte Durchführung von Simulationsläufen, welche im Allgemeinen unter Verwendung verschiedener Startwerte, Randwerte und Parameter ablaufen. Diese Startwerte, Randwerte und Parameter gilt es anzupassen und zu optimieren, um ein gewünschtes Modellverhalten zu erzielen. Die Verbesserung des Modellverhaltens kann entweder iterativ „von Hand“ erfolgen oder durch die Verwendung von Optimierungsalgorithmen.